# 신현영
신현영(申賢榮, 1980년 11월 17일~)은 대한민국의 가정의학과 의사, 정치인이다.
제21대 국회의원 선거 더불어시민당 비례대표 국회의원 당선자이다.

## 생애
대한가정의학회 코로나대응태스크포스에서 활동하고 명지병원 코로나19 역학조사팀장을 맡는 등 신종 코로나바이러스 감19) 사태 최전선에서 선 굵은 역할을 했다. 각종 언론 매체를 통해 코로나19에 대한 정확한 정보를 대중에게 전달해왔고 '코로나19 3번 환자'를 에이즈 치료제로 완치시키는 과정의 임상 데이터를 논문으로 정리함으로써 코로나19 치료 방법 연구에도 기여했다. 대한의사협회 홍보이사 겸 대변인을 지냈다.

## 학력
- 서울과학고등학교 졸업
- 가톨릭대학교 의학 학사
- 연세대학교 보건대학원 역학 석사
- 가톨릭관동대학교 대학원 의학 박사

## 경력
- 대한의사협회 홍보이사 겸 대변인
- 통일보건의료학회 홍보이사
- 방송통신심의위원회 광고자문특별위원회 위원
- 한국여자의사회 법제이사
- 한양대학교 의과대학 조교수
- 2020.05~2021.04: 더불어민주당 원내부대표
- 2020.09~2021.05: 더불어민주당 정책위원회 상임부의장
- 2021.01~2021.04: 더불어민주당 중앙당 선거관리위원회 위원
- 2021.04~2021.05: 더불어민주당 비상대책위원회 위원
- 2021.04~2022.03: 더불어민주당 원내대변인
- 2022.03~2022.08: 더불어민주당 비상대책위원회 대변인
- 2022.09~2024.10: 더불어민주당 보건의료특별위원회 위원장
- 2022.10~: 더불어민주당 정책위원회 상임부의장
- 2023.11~2024.04: 더불어민주당 제22대 총선기획단 위원

### 의정 활동
- 2020.05~2024.05: 제21대 국회의원(비례대표, 더불어시민당→더불어민주당)
  - 2020.06~2021.04: 제21대 국회 전반기 운영위원회 위원
  - 2020.06~2022.05: 제21대 국회 전반기 보건복지위원회 위원
  - 2021.03~2021.05: 제21대 국회 전반기 예산결산특별위원회 위원
  - 2021.07~2022.05: 제21대 국회 전반기 예산결산특별위원회 위원
  - 2022.07~2024.05: 제21대 국회 후반기 보건복지위원회 위원
  - 2022.09~2024.05: 제21대 후반기 국회공직자윤리위원회 위원
  - 2022.11~2023.05: 제21대 국회 후반기 예산결산특별위원회 위원
  - 2022.11~2022.12: 제21대 국회 용산 이태원 참사 진상규명과 재발방지를 위한 국정조사 특별위원회 위원
  - 2023.06~2024.05: 제21대 국회 후반기 여성가족위원회 간사
  - 2024.02~2024.02: 제21대 국회 대법관(신숙희·엄상필) 임명동의에 관한 인사청문 특별위원회 위원

## 역대 선거 결과
| 실시년도 | 선거   | 대수 | 직책     | 선거구   | 정당         | 득표수      | 득표율          | 순위         | 당락 | 비고 |
| -------- | ------ | ---- | -------- | -------- | ------------ | ----------- | --------------- | ------------ | ---- | ---- |
| 2020년   | 총선   | 21대 | 국회의원 | 비례대표 | 더불어시민당 | 9,307,112표 | \| \| 33.35% \| | 비례대표 1번 |      | 초선 |
|          | 33.35% |      |          |          |              |             |                 |              |      |      |

## 소속 정당
| 소속 정당 | 소속 정당    | 소속 기간 | 비고      |
| --------- | ------------ | --------- | --------- |
|           | 더불어시민당 | 2020      | 정계 입문 |
|           | 더불어민주당 | 2020~현재 | 합당      |

## 같이 보기
- 대한민국 제21대 국회의원 선거 더불어시민당 후보 목록#비례대표